# Mordellistena boseni
Mordellistena boseni es una especie de coleóptero de la familia Mordellidae.

## Distribución geográfica
Habita en México.